# 2020年東京パラリンピックのブルンジ選手団
2020年東京パラリンピックのブルンジ選手団は、2021年8月24日から9月5日まで日本の東京で開催された2020年東京パラリンピックブルンジ選手団の名簿。

## 選手団
- 人員: 選手 2人
- 開会式旗手: レミー・ニコビメゼ、アデリン・ムシランジゴ

## 種目別選手・スタッフ名簿及び成績

### 陸上
| 選手                   | 種目          | 予選      | 予選       | 決勝      | 決勝     |
| 選手                   | 種目          | 結果      | 順位       | 結果      | 順位     |
| ---------------------- | ------------- | --------- | ---------- | --------- | -------- |
| レミー・ニコビメゼ     | 男子1500m T46 | -         | -          | 4分05秒44 | 10位     |
| アデリン・ムシランジゴ | 女子400m T47  | 1分16秒84 | 12位 (6着) | 予選敗退  | 予選敗退 |